# ألك بارك (كارولاينا الشمالية)
ألك بارك (بالإنجليزية: Elk Park, North Carolina) هي بلدة أمريكية تقع في الولايات المتحدة في مقاطعة أفيري، كارولاينا الشمالية. يقدر عدد سكانها بـ 452 نسمة ومساحتها 1.8 كم2 ووترتفع عن سطح البحر 965 متر.

## التركيبة السكانية
حدّد مكتب تعداد الولايات المتحدة بيانات التركيبة السكانية لألك بارك في تعداد الولايات المتحدة. في ما يلي، التركيبة السكانية حسب تعدادي 2000 و2010.

### تعداد عام 2000
بلغ عدد سكان ألك بارك 459 نسمة بحسب تعداد عام 2000، وبلغ عدد الأسر 205 أسرة وعدد العائلات 125 عائلة مقيمة في البلدة. في حين سجلت الكثافة السكانية 256.4 نسمة لكل كيلومتر مربع (664.1/ميل2). وبلغ عدد الوحدات السكنية 237 وحدة بمتوسط كثافة قدره 132.4 لكل كيلومتر مربع (342.9/ميل2).
وتوزع التركيب العرقي للبلدة بنسبة 99.56% من البيض و0.44% من عرقين مختلطين أو أكثر و2.40% من الهسبانيون أو اللاتينيون من أي عرق.
بلغ عدد الأسر 205 أسرة كانت نسبة 31.7% منها لديها أطفال تحت سن الثامنة عشر تعيش معهم، وبلغت نسبة الأزواج القاطنين مع بعضهم البعض 44.4% من أصل المجموع الكلي للأسر، ونسبة 13.2% من الأسر كان لديها معيلات من الإناث دون وجود شريك، بينما كانت نسبة 3.4% من الأسر لديها معيلون من الذكور دون وجود شريكة وكانت نسبة 39% من غير العائلات. تألفت نسبة 35.1% من أصل جميع الأسر من عدة أفراد يعيشون في نفس المنزل ونسبة 14.6% كانت تتألف من شخص يعيش بمفرده يبلغ من العمر 65 عاماً أو أكثر. وبلغ متوسط حجم الأسرة المعيشية 2.24، أما متوسط حجم العائلات فبلغ 2.91.
بلغ العمر الوسطي للسكان 38.1 عاماً. وكانت نسبة 23.7% من القاطنين تحت سن الثامنة عشر، وكانت نسبة 8.9% بين الثامنة عشر والرابعة والعشرين عاماً، ونسبة 28.5% كانت واقعةً في الفئة العمرية ما بين الخامسة والعشرين والرابعة والأربعين عاماً، ونسبة 23.7% كانت ما بين الخامسة والأربعين والرابعة والستين، ونسبة 15% كانت ضمن فئة الخامسة والستين عاماً فما فوق. يوجد لكل 100 أنثى 92.1 ذكر، ويوجد لكل 100 أنثى في الثامنة عشر من عمرها فما فوق 94.4 ذكر.
بلغ متوسط دخل الأسرة في البلدة 20,769 دولارًا، أما متوسط دخل العائلة فبلغ 27,500 دولارًا. وكان متوسط دخل الذكور 26,000 دولارًا مقابل 15,750 دولارًا للإناث. وسجل دخل الفرد الخاص بالبلدة 13,486 دولارًا. وكانت نسبة 15.6% من العائلات ونسبة 20% من السكان تحت خط الفقر، وكان من هؤلاء نسبة 24.8% تحت سن الثامنة عشر ونسبة 19.2% في الخامسة والستين من العمر وما فوق.

### تعداد عام 2010
بلغ عدد سكان ألك بارك 452 نسمة بحسب تعداد عام 2010، وبلغ عدد الأسر 207 أسرة وعدد العائلات 122 عائلة مقيمة في البلدة. في حين سجلت الكثافة السكانية 252.5 نسمة لكل كيلومتر مربع (654.0/ميل2). وبلغ عدد الوحدات السكنية 250 وحدة بمتوسط كثافة قدره 139.7 لكل كيلومتر مربع (361.8/ميل2).
وتوزع التركيب العرقي للبلدة بنسبة 92.70% من البيض و0.22% من الأمريكيين الأفارقة و1.33% من الأمريكيين الأصليين و3.54% من الأعراق الأخرى و2.21% من عرقين مختلطين أو أكثر و8.85% من الهسبانيون أو اللاتينيون من أي عرق.
بلغ عدد الأسر 207 أسرة كانت نسبة 26.1% منها لديها أطفال تحت سن الثامنة عشر تعيش معهم، وبلغت نسبة الأزواج القاطنين مع بعضهم البعض 40.6% من أصل المجموع الكلي للأسر، ونسبة 12.6% من الأسر كان لديها معيلات من الإناث دون وجود شريك، بينما كانت نسبة 5.8% من الأسر لديها معيلون من الذكور دون وجود شريكة وكانت نسبة 41.1% من غير العائلات. تألفت نسبة 36.7% من أصل جميع الأسر من عدة أفراد يعيشون في نفس المنزل ونسبة 12.1% كانت تتألف من شخص يعيش بمفرده يبلغ من العمر 65 عاماً أو أكثر. وبلغ متوسط حجم الأسرة المعيشية 2.18، أما متوسط حجم العائلات فبلغ 2.83.
بلغ العمر الوسطي للسكان 44.9 عاماً. وكانت نسبة 20.1% من القاطنين تحت سن الثامنة عشر، وكانت نسبة 6.9% بين الثامنة عشر والرابعة والعشرين عاماً، ونسبة 23.2% كانت واقعةً في الفئة العمرية ما بين الخامسة والعشرين والرابعة والأربعين عاماً، ونسبة 31.9% كانت ما بين الخامسة والأربعين والرابعة والستين، ونسبة 17.9% كانت ضمن فئة الخامسة والستين عاماً فما فوق. وتوزع التركيب الجنسي للسكان بنسبة 53.8% ذكور و46.2% إناث.